# Forêts magellaniques subpolaires
Localisation

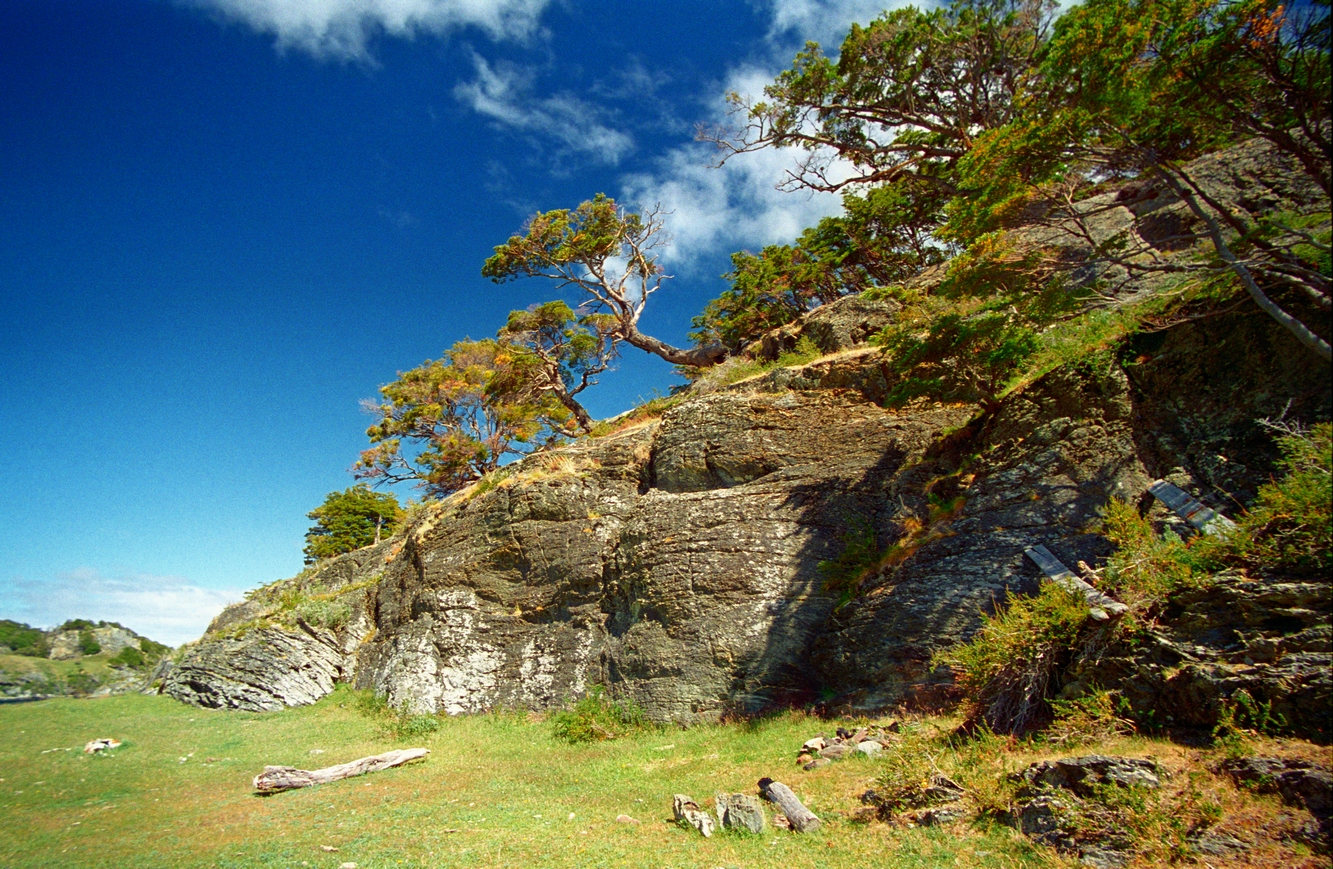
Harberton, Terre de Feu, Argentine.

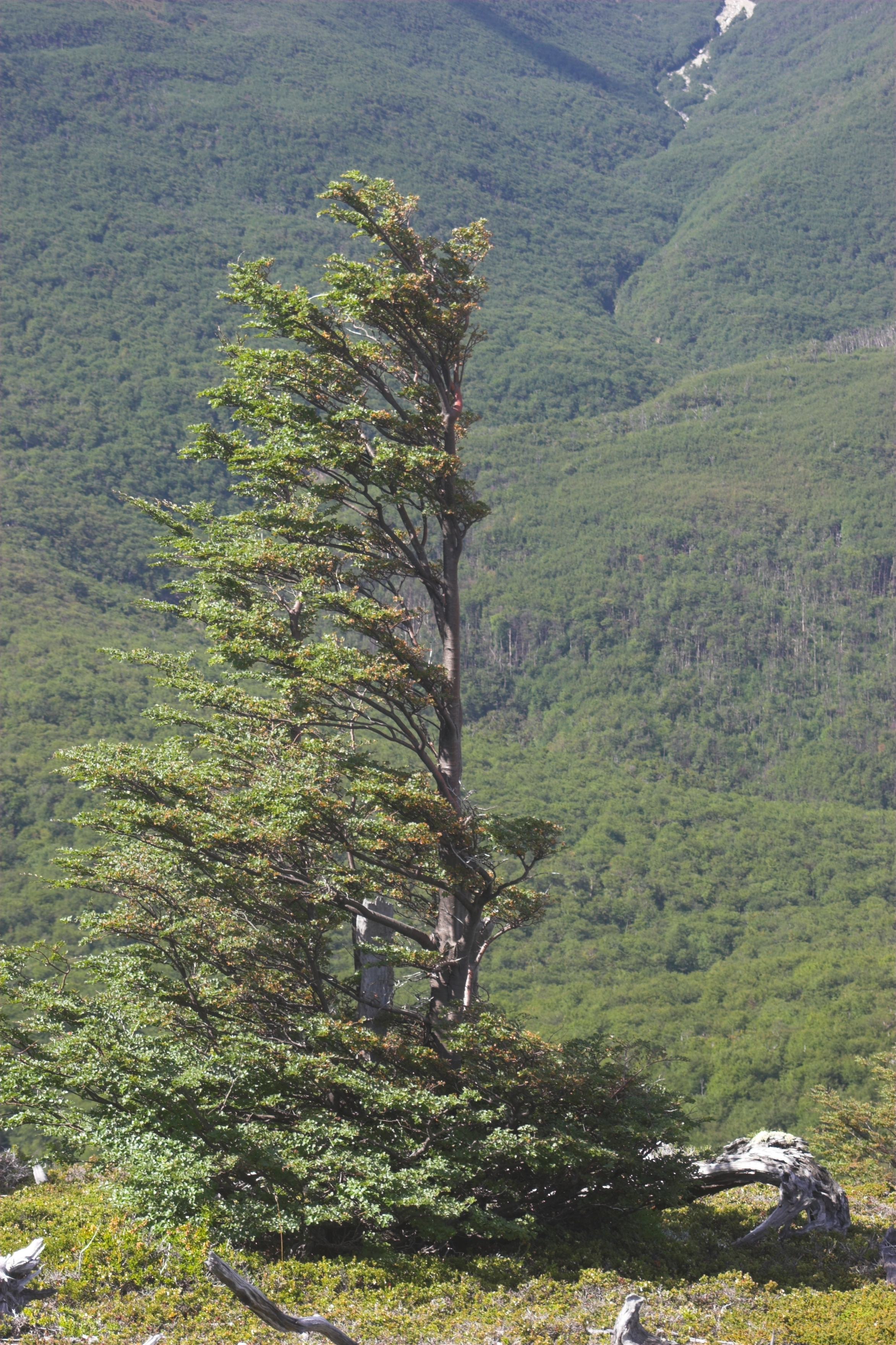
Arbres balayés par le vent, parc national Torres del Paine, Chili – « Le vent ne souffle que de l'ouest ».

Les forêts magellaniques subpolaires (en espagnol : Bosque Subpolar Magallánico) forment une écorégion terrestre, définie par le WWF, qui s’étend sur 147 200 km2 en Argentine et au Chili. Caractérisée par ses forêts de feuillus et forêts mixtes tempérées, elle se situe dans l'écozone néotropique. Il s'agit d'une écorégion de forêts tempérées décidues et mixtes qui abrite les forêts les plus australes au monde.

## Cadre
L'écorégion des forêts magellaniques subpolaires se situe à l'ouest de la cordillère des Andes, qui emprunte un axe nord-sud sur toute la longueur du continent sud-américain, jusqu'à l'archipel de la Terre de Feu, où elle s'oriente selon un axe ouest-est : les Andes fuégiennes. L'écorégion des forêts magellaniques subpolaires était couverte par des glaciers durant la dernière période glaciaire et le paysage est profondément marqué par la présence de fjords, de nombreuses îles, îlots et canaux, le principal d'entre eux étant le détroit de Magellan, qui sépare la Terre de Feu du continent sud-américain et qui a été emprunté par l'explorateur portugais Fernand de Magellan pour rallier l'océan Atlantique sud et le Pacifique sud.
Au nord du 48° de latitude sud se trouve l'écorégion forêts tempérées valdiviennes, qui partage avec l'écorégion des forêts magellaniques subpolaires un grand nombre de plantes et d'animaux. À l'est se trouvent les écorégions Prairies, savanes et terres arbustives tempérées de Patagonie, plus sèches, elles se trouvent dans des régions abritées de la pluie par les Andes et les montagnes fuégiennes.

## Climat
Les Andes et les Andes fuégiennes interceptent les vents d'ouest chargés d'humidité, créant des conditions pour le développement d'une forêt tempérée humide, alors que le courant de Humboldt, courant océanique froid qui longe la côte occidentale de l'Amérique du Sud, et le courant circumpolaire antarctique, qui parcourt l'océan Austral d'ouest en est, maintient un climat frais et humide sur l'écorégion des forêts magellaniques subpolaires. La forte influence océanique modère les températures saisonnières extrêmes. Les températures annuelles moyennes varient de 6 °C au nord à 3 °C au sud et les précipitations annuelles de 4 000 mm à l'ouest à 450 mm à l'est. Des chutes de neige peuvent avoir lieu pendant l'été austral. Le brouillard est très fréquent. Des vents violents balayent la région et obligent les arbres à croître de manière inclinée et tordue pour s'adapter au vent ; ce phénomène est désigné sous le nom de « krummholz ».

## Flore
Comme l'écorégion des forêts tempérées valdiviennes, l'écorégion des forêts magellaniques subpolaires est un refuge pour la flore antarctique et partage de nombreuses espèces de plantes avec les écorégions de forêts tempérées de Nouvelle-Zélande, de Tasmanie et de l'Australie, en particulier de hêtre austral (Nothofagus). Des espèces de Nothofagus, parmi lesquelles le Nothofagus betuloides, le Nothofagus antarctica et le Nothofagus pumilio, sont les arbres caractéristiques de l'écorégion. L'écorégion des forêts magellaniques subpolaires ne possède pas la même diversité et la même richesse en plantes que l'écorégion des forêts tempérées valdiviennes dont le climat est plus doux, en raison de son climat plus frais et des récentes glaciations. La progression des glaciers a en effet contraint les forêts à se retirer loin au nord, et les forêts de la région n'ont commencé à se reconstituer graduellement qu'il y a 10 000 ans quand le climat s'est réchauffé et que les glaciers ont commencé à reculer.
L'écorégion des forêts magellaniques subpolaires possède trois principales communautés[Quoi ?] de plantes : la lande magellanique, la forêt magellanique à feuilles persistantes et les forêts magellaniques à feuilles caduques.
La lande magellanique se trouve à l'extrémité occidentale de la région où l'influence océanique est la plus forte. Des fortes précipitations pouvant atteindre 5 000 mm/an sont typiques de la lande, tout comme le sont les températures fraiches, les vents violents, des mauvaises conditions de drainage et un sol rocailleux avec généralement une mince couche de terre. La plupart de la lande est constituée d'une mosaïque de plantes basses, d'arbustes nains et d'arbres cisaillés par le vent, des plantes en coussinet, des herbes et des mousses. Ces plantes peuvent former une sous-couche de tourbe et des zones marécageuses. Dans les zones les plus abritées, de petits groupes d'arbres à feuilles persistantes peuvent être trouvés, comprenant des Nothofagus betuloides, des Drimys winteri, des Lepidothamnus fonkii et des Pilgerodendron uviferum.
Plus loin de l'océan, dans des zones les plus tempérées - moins exposées au vent océanique et à la pluie, la lande cède la place à la forêt magellanique humide à feuilles persistantes. La forêt magellanique humide est principalement composée de Nothofagus betuloides, avec d'autres arbres à feuilles persistantes, tels que le Drimys winteri et le Pilgerodendron uviferum, et plus rarement le Embothrium coccineum et le Maytenus magellanica. Dans les forêts les plus établies, une strate arbustive riche peut se développer. En les zones exposées, rocailleuses et mal drainées, des poches d'arbres à feuilles caduques tels que le Nothofagus antarctica et des espèces typiques de la lande peuvent être trouvées.
En continuant vers l'est, où les précipitations chutent à 800 à 850 mm/an, le Nothofagus betuloides devient moins dominant et se mélange au Nothofagus pumilio à feuilles caduques dans la zone de transition vers les forêts magellaniques à feuilles caduques. Les forêts magellaniques à feuilles caduques sont composées principalement de Nothofagus pumilio et Nothofagus antarctica. Lorsque l'on atteint la zone abritée de la pluie à l'est des montagnes, la forêt disparaît, laissant la place à l'écorégion des prairies de Patagonie.
Dans les espaces ouverts certains fruits délicieux peuvent être trouvés : des fraisiers du Chili (Fragaria chiloensis) et des berbéris à feuilles de buis (Berberis buxifolia) ; ces plantes étaient utilisées dans l'alimentation des premiers habitants de la Terre de Feu, aujourd'hui disparus.
Ces forêts sont uniques au monde pour leur endurance aux étés froids (la température moyenne en été est de 9 °C au niveau de la mer) et aux vents subpolaires violents. En raison de ces caractéristiques, des arbres originaires des forêts magellaniques ont été exportés en d'autres parties du monde telles qu'aux îles Féroé et dans les archipels alentour où les conditions climatiques sont similaires et où les arbres originaires d'autres biomes ne peuvent pas pousser. Les espèces suivantes, originaires de Terre de Feu, ont été introduites aux îles Féroé : Drimys winteri, Nothofagus antarctica, Nothofagus pumilio et  Nothofagus betuloides. De manière générale, les arbres de forêts fuégiennes montrent de meilleurs signes d'acclimatation que ceux originaires de l'Europe du Nord aux conditions climatiques des îles Féroé.

## Faune
Les forêts magellaniques subpolaires sont un habitat naturel pour le pudú, la plus petite espèce de biche au monde, qui ne mesure que 35 à 45 cm de haut à l'épaule. Parmi les autres espèces vivant dans la région, il est possible de citer le cougar (Puma concolor) et la loutre du Chili (Lontra provocax), menacée d'extinction. Des espèces endémiques de rongeurs telles que le rat de Patagonie, la souris-taupe Geoxus valdivianus et la viscache, un petit rongeur ressemblant à un lapin, peuplent également ces forêts.
Parmi les espèces d'oiseaux natives de la région, il est possible de citer le pic de Magellan (Campephilus magellanicus), le phrygile de Patagonie (Phrygilus patagonicus), moqueur de Patagonie (Mimus patagonicus) et le condor des Andes (Vultur gryphus).
Les eaux côtières magellaniques, riches en poissons, et de nombreux îlots rocheux abritent de nombreux oiseaux marins, parmi lesquels des albatros, macareux, goélands, sternes et manchots.

## Aires protégées

### Argentine
- Parc national Los Glaciares
- Parc national Tierra del Fuego

### Chili
- Réserve nationale Katalalixar
- Parc national Bernardo O'Higgins
- Parc national Torres del Paine
- Réserve nationale Alacalufes
- Parc national Alberto de Agostini
- Parc national Cabo de Hornos